# گروه تئاتر لیو
گروه تئاتر لیْوْ (به انگلیسی: Leev) یکی از گروه‌های تئاتر ایران در تهران است.

## تاریخچه
در فضای متن محور جامعهٔ تئاتری ایران، ایدهٔ تشکیل گروه لیو توسط محمدحسن معجونی، مریم مجد و ندا رضوی‌پور با هدف تمرکز بر اجرا شکل گرفت. گروه تئاتر لیو در سال ۱۳۷۶ کار خود را با فعالیت‌های آموزشی و کار بر روی متونی که جنبهٔ اجرایی–بصری قوی‌تری دارند، آغاز کرد اما شروع فعالیت اجرایی گروه به سال ۱۳۸۰ بازمی‌گردد.

## ویژگی‌ها و رویکردها
- بازخوانی و دراماتورژی متون مختلف
- تأکید بر بازیگر به عنوان رکن اصلی اجرا و تمرکز بر بدن بازیگر و حضور جسمانی او بر صحنه
- توجه به سویهٔ بصری اجرا
- طراحی مینی‌مال
- استفاده از تم غالب «زن» در اکثر آثار[۲]

## اهداف
اهداف گروه تئاتر لیو به شرح زیر است:
- گروه لیو به دنبال ارتباط قوی‌تر با مخاطب و مشارکت اوست. از دید این گروه، مخاطب فقط مصرف‌کننده نیست، بلکه همکار است.
- در حالی که بیشتر فعالیت‌های تئاتری در ایران دولتی‌ست، دورنمای گروه لیو رسیدن به تئاتری مستقل است.
- آموزش یکی از مهمترین ارکان گروه‌است که شامل آموزش‌های درون‌گروهی، آموزش‌های هنری به علاقه‌مندان و آموزش مخاطب می‌شود.[۳]

## اعضا
- محمدحسن معجونی (سمت: کارگردان، طراح و بازیگر و «سرگروه»)

- رضا بهبودی (سمت: بازیگر)
- مهرداد قیومی (سمت: دستیار کارگردان وتهیه کننده و مدیر پروژه)
- سعیده امیرساعی (سمت: طراح لباس، دستیار کارگردان)
- مهدی چاکری (سمت: دراماتورژ و کارگردان)
- داریوش موفق (سمت: بازیگر)
- شبنم خوشدل (سمت: مسؤول آموزش)
- مهدی کوشکی (سمت: بازیگر)[۴]
- محمد ایلانلو (سمت:بازیگر)
- رضا قاضیانی (سمت: مجری و مدیر سایت)
- ساسان پیروز (سمت: دستیار اول کارگردان، برنامه‌ریز، مدیر داخلی گروه)
- مریم سپهری (سمت: مسؤول روابط عمومی)[۵]
- ملینا قدیمی (سمت: بازیگر)
- آوا شریفی (سمت: بازیگر)

## پروژهٔ مونولیو
گروه لیو به منظور تهیهٔ متون تک پرسوناژ برای اجرا و همچنین ارتقاء کیفی منابع ایرانی و جدید مونولوگ با توجه خاص به آن به عنوان ابزار آموزش بازیگر، اقدام به برگزاری همایش‌های ماهیانه با محوریت مونولوگ نموده‌اند. این همایش‌ها در بخش‌های مختلف «اجرای مونولوگ منتخب لیو»، «سخنرانی و گفت‌وگو»، «ترجمهٔ متون» و «مقاله‌های پژوهشی» برگزار می‌شود و در این راستا گروه اقدام به اعلام فراخوانی جهت ارسال متون مونولوگ می‌کند. از میان مونولوگ‌های اجراشده می‌توان به موارد زیر اشاره کرد:
- همه‌چیز می‌گذره تو نمی‌گذری (نوشته: محمد چرمشیر، کارگردان: رضا بهبودی، بازیگر: رضا بهبودی، زمان و مکان اجرا: شهریور ۱۳۸۷؛ تالار استاد انتظامی، خانهٔ هنرمندان ایران)
- علیه من (نوشته: نازنین حاجی‌زاده، کارگردان: مهدی کوشکی، بازیگر: مهدی کوشکی، زمان و مکان اجرا: مهر ۱۳۸۷؛ تالار استاد انتظامی، خانهٔ هنرمندان ایران)
- دوراهی سقاخونه (نوشته: محمد چرمشیر، کارگردان: محمدحسن معجونی، بازیگر: سعید چنگیزیان، زمان و مکان اجرا: آبان ۱۳۸۷؛ تالار استاد انتظامی، خانهٔ هنرمندان ایران)
- ۱۵ سال آینده (نوشته: مهدی کوشکی، کارگردان: سعیده امیرساعی، بازیگر: رضا بهبودی، زمان و مکان اجرا: آذر ۱۳۸۷؛ تالار استاد انتظامی، خانهٔ هنرمندان ایران)
- سیگار و شکلات (نوشته آنتونی مینگلا، دراماتورژ: مهدی کوشکی، مترجم و کارگردان: شبنم خوشدل، بازیگران: شبنم خوشدل، زمان و مکان اجرا: بهمن ۱۳۸۷؛ تالار استاد انتظامی، خانهٔ هنرمندان ایران)
- نگاه خیرهٔ خداوند (نوشته: محمد رضایی‌راد، طراح صحنه و کارگردان: ساسان پیروز، بازیگر: محمدحسن معجونی، زمان و مکان اجرا: اسفند ۱۳۸۷؛ تالار استاد انتظامی، خانهٔ هنرمندان ایران)
- عاشقیت در پاورقی (نوشته: مهسا محب‌علی، کارگردان: لیلی رشیدی، بازیگر: شبنم فرشادجو، زمان و مکان اجرا: اردی‌بهشت ۱۳۸۸؛ تالار استاد انتظامی، خانهٔ هنرمندان ایران)
- برلین (نوشته: محمد یعقوبی، کارگردان: سعید چنگیزیان، بازیگر: سعید چنگیزیان، زمان و مکان اجرا: خرداد ۱۳۸۸؛ تالار استاد انتظامی، خانهٔ هنرمندان ایران)
- اتاق صدا (نوشته: رضا سرور، کارگردان: محمد عاقبتی، بازیگر: رضا بهبودی، زمان و مکان اجرا: تیر ۱۳۸۸؛ تالار استاد انتظامی، خانهٔ هنرمندان ایران)
- یک وقت آدم دلش می‌خواهد همه‌چیز رو فراموش کند (نوشته: محمد چرمشیر، کارگردان: داریوش موفق، بازیگر: داریوش موفق، زمان و مکان اجرا: تیر ۱۳۸۸؛ تالار استاد انتظامی، خانهٔ هنرمندان ایران)
- مهمانی شبانه در خانه ۸۰ متری (نوشته: نغمه ثمینی، کارگردان: بنفشیه بدیعی، بازیگر: الهام کردا، زمان و مکان اجرا: مرداد ۱۳۸۸؛ تالار استاد انتظامی، خانهٔ هنرمندان ایران)
- همهٔ خانه سیاه‌ است (نوشته: امیررضا کوهستانی، کارگردان: محمدحسن معجونی، بازیگر: محمدحسن معجونی، زمان و مکان اجرا: مرداد ۱۳۸۸؛ تالار استاد انتظامی؛ خانهٔ هنرمندان ایران)[۶]

## جوایز
این گروه در هفتمین جشن منتقدین خانهٔ تئاتر ایران که در مرداد سال ۱۳۸۷ برگزار شد، به دلیل تلاش در جهت فعالیت‌های پژوهشی تئاتر به عنوان «گروه برتر سال ۱۳۸۶» برگزیده و موفق به دریافت نشان نوشین شد.

## پی‌نوشت
1. ↑  آشفته و  معجونی، «بی‌پروایی خودم را امتحان کردم»، روزنامهٔ شرق، ۱۱.
2. 1 2 3  وبگاه رسمی،  تاریخچه.
3. ↑  وبگاه رسمی،  اهداف.
4. ↑  «مهدی کوشکی: مکان اجرای نمایش «دکلره» را عوض کردیم». ۲۰۱۳-۰۲-۰۵. دریافت‌شده در ۲۰۱۶-۰۹-۰۸.
5. ↑  وبگاه رسمی،  اعضا.
6. 1 2 3  وبگاه رسمی،  پروژهٔ مونولوگ.